# Eckum
Eckum ist ein Ortsteil der Gemeinde Rommerskirchen im Rhein-Kreis Neuss.

## Lage
Eckum wird im Norden von der Bundesbahnlinie Köln-Grevenbroich begrenzt. Im Osten befindet sich eine Eisenbahnlinie der Rheinbraun. Im Süden geht der Übergang zu den Ortschaften Eggershoven und Rommerskirchen fließend. Im Westen befinden sich ausgedehnte landwirtschaftliche Flächen.

## Geschichte
Dem Namen nach gehört Eckum zu den Dorfgründungen des 6. bis 7. Jahrhunderts und ist wahrscheinlich aus einem Einzelhof entstanden. Die Gegend um Eckum hatte viele fruchtbare Böden, weshalb sich landwirtschaftliche Betriebe dort ansiedelten.
Eckum wurde erstmals urkundlich 1195 erwähnt, als der Graf Dietrich von Hochstaden sein Gut in Ekkincheim an die Abtei Knechtsteden verkaufte. Die Namen änderten sich im Laufe der Zeit in Ecginchem (1212), Eggenheim (1257), Ecginckeym (1297), Eckeym (1609) und schließlich in Eckum. Seit dem Mittelalter gehörte die Honschaft Eckum zum Kirchspiel Rommerskirchen.
Nach dem Einmarsch der Franzosen 1794 wurde das linksrheinische Gebiet französisch. 1798 wurde das Rheinland von den Franzosen in vier Departements (Rur/Roer, Rhein-Mosel, Saar und Donnersberg) aufgeteilt. Departements waren in Arrondissements/etwa Regierungsbezirke unterteilt, diese wiederum in Cantone/etwa Kreise und diese wieder in Mairien/Bürgermeistereien. Als unterste Verwaltungseinheit entstand in diesem Gebiet die Mairie Rommerskirchen. Diese gehörte zum Kanton Dormagen im Arrondissement de Cologne im Département de la Roer. Nach dem Abzug der französischen Besatzungstruppen infolge des Zusammenbruchs des napoleonischen Reiches 1814 wurde das katholisch geprägte Rheinland beim Wiener Kongress dem protestantischen Preußen zugesprochen. 1816 kam Eckum zur Gemeinde Rommerskirchen, die  zum Landkreis Neuss gehörte. 1936 entstand in Eckum das Rathaus für das damalige Amt Rommerskirchen. Es dient auch heute noch als Verwaltungssitz der seit 1. Januar 1975 vergrößerten Gemeinde Rommerskirchen.

## Landwirtschaft
Die Landwirtschaft spielt auch heute noch eine wichtige Rolle in Eckum. Gleich am Bahnhof befindet sich die Genossenschaft mit großem Getreidespeicher. Früher besaß Eckum einen Landtechnikbetrieb und eine Schäferei am Ortseingang.

## Verkehr
In Eckum befindet sich der Bahnhof Rommerskirchen an der Bahnlinie Köln-Grevenbroich-Mönchengladbach. Der Bahnhof wird von Bussen des Stadtverkehr Grevenbroich, des BVR von Neuss und Dormagen und vom RVK angefahren.

## Vereine
- Bürgerschützenverein Eckum
- Hobbymusikanten Eckum
- Männergesangverein Eckum
- Tambourcorps Eckum

## Medien
- Neuss-Grevenbroicher-Zeitung – regionale Tageszeitung, Neusser Zeitungsverlag GmbH
- Schaufenster – lokales Anzeigenblatt (Dienstag), Neusser Zeitungsverlag GmbH
- Rheinischer Anzeiger – lokales Anzeigenblatt (Mittwoch), Neusser Zeitungsverlag GmbH
- Erft-Kurier – lokales Anzeigenblatt (Dienstag), Neusser Zeitungsverlag GmbH
- NE-WS 89.4 – lokaler Radiosender (alle Tage),  Neusser Zeitungsverlag GmbH